# کنت روس مکنزی
 کنت روس مکنزی (انگلیسی: Kenneth Ross MacKenzie؛ زاده ۱۵ ژوئن ۱۹۱۲ – درگذشته ۴ ژوئیهٔ ۲۰۰۲) یک دانشمند در زمینه فیزیک هسته‌ای اهل ایالات متحده آمریکا بود.
او در سال ۱۹۴۰ میلادی به همراه ریموند کورسون و امیلیو گینو سگر توانست عنصر شیمیایی آستاتین را در دانشگاه کالیفرنیا، برکلی سنتز نماید.